# Guangnan
Guangnan (en chino tradicional, 廣南縣; en chino simplificado, 广南县; pinyin, Guǎngnán xiàn; pronunciado [Kuáng-Nan]) es un condado bajo la administración directa de la prefectura autónoma de Wenshan. Se ubica al sur de la provincia de Yunnan, sur de la República Popular China. Su área es de 7983 km² y su población total para 2010 fue de más de 780 mil habitantes. Su sede, conocida hoy como Liancheng (莲城镇), fue el corazón del Reino Gouding (句町) que duró aproximadamente 400 años, desde el 111 a. C. hasta el 316 d. C.

## Administración
El condado de Guangnan se divide en 16 pueblos que se administran en 6 poblados y 10 villas.